# 해운대우체국
해운대우체국은 부산광역시 해운대구 전역을 관할하는 부산지방우정청 소속 우체국이다.

## 기본 정보
- 주소: 부산광역시 해운대구 반송로 523

## 연혁
- 1917년 3월 21일: 해운대우편소 개소
- 1963년 1월 30일: 해운대우체국으로 개칭
- 1981년 10월 26일: 사무관국으로 승격
- 1997년 2월 13일: 서기관국으로 승격
- 1997년 3월 17일: 청사 신축 이전(부산광역시 해운대구 양운로 87)
- 2001년 9월 15일: 부산중1동우편취급소 폐국[1]
- 2008년 1월 21일: 부산중2동우편취급소 개국[2]
- 2008년 9월 22일: 부산센텀시티우체국 개국[3]
- 2012년 5월 1일: 동부산대학우편취급국을 동부산대학교우편취급국으로 명칭 변경[4]
- 2014년 1월 1일: 우편구역을 다음과 같이 고시[5]

| 배달국       | 배달구역        | 구역번호      |
| ------------ | --------------- | ------------- |
| 해운대우체국 | 해운대구 전지역 | 48000 ~ 48117 |

- 2014년 3월 7일: 기존 부산 해운대구 해운대로143번길 39 (재송동)에 있던 부산장산우편취급국 폐국[6]
- 2014년 3월 10일: 부산장산우편취급국 재설치 개국[7]
- 2014년 10월 31일: 부산우2동우편취급국 위탁계약 해지[8]
- 2014년 11월 3일: 부산우2동우편취급국 개국[8]
- 2015년 1월 2일: 해운대마린시티우편취급국 개국[9]
- 2017년 11월 1일: 동부산대학교우편취급국 폐국[10]
- 2017년 11월 5일: 부산반여3동우체국 폐국[11]
- 2017년 11월 6일: 청사 신축 이전(부산광역시 해운대구 반송로 523), 양운로 87 구)해운대우체국의 명칭을 부산좌1동우체국으로 변경.[12]
- 2019년 12월 30일 : 해운대해수욕장우체국이 우1동우체국과 통합되어 폐국[13]
- 2021년 7월 1일 : 제321군사우편출장소 폐국[14]

## 관할 우체국
| 우체국명                 | 사진 | 주소                                                     | 비고                                                                   |
| ------------------------ | ---- | -------------------------------------------------------- | ---------------------------------------------------------------------- |
| 동부산대학우편취급국     |      | 부산광역시 해운대구 운봉길 60                            | 2012년 5월 1일 동부산대학우편취급국에서 명칭 변경 2017년 11월 1일 폐국 |
| 부산반송2동우체국        |      | 부산광역시 해운대구 신반송로 203-11                      |                                                                        |
| 부산반송동우체국         |      | 부산광역시 해운대구 아랫반송로 14                        |                                                                        |
| 부산반여1동우체국        |      | 부산광역시 해운대구 선수촌로 45                          |                                                                        |
| 부산반여3동우체국        |      | 부산광역시 해운대구 재반로 267                           | 2017년 11월 5일 폐국                                                   |
| 부산반여동우체국         |      | 부산광역시 해운대구 재반로 203                           |                                                                        |
| 부산법원동부지원우체국   |      | 부산광역시 해운대구 재반로132번길 41                     |                                                                        |
| 부산삼어우편취급국       |      | 부산광역시 해운대구 반여로155번길 65                     |                                                                        |
| 부산센텀시티우체국       |      | 부산광역시 해운대구 센텀5로 55                           | 2008년 9월 22일 신설                                                   |
| 부산신곡우체국           |      | 부산광역시 해운대구 좌동순환로 304                       |                                                                        |
| 부산양운우체국           |      | 부산광역시 해운대구 대천로67번길 37                      |                                                                        |
| 부산우1동우체국          |      | 부산광역시 해운대구 중동1로 11                           |                                                                        |
| 부산우2동우편취급국      |      | 부산광역시 해운대구 해운대로 427                         |                                                                        |
| 부산운봉우편취급국       |      | 부산광역시 해운대구 반송로892번길 5                      |                                                                        |
| 부산장산우편취급국       |      | 부산광역시 해운대구 해운대로161번길 19                   | 2014년 3월 10일 위치 이전해 재설치                                     |
| 부산재송동우체국         |      | 부산광역시 해운대구 재반로 121-1                         |                                                                        |
| 부산좌동우체국           |      | 부산광역시 해운대구 좌동순환로 184                       |                                                                        |
| 부산좌1동우체국          |      | 부산광역시 해운대구 양운로 87                            | 전)해운대우체국                                                        |
| 부산중1동우편취급소      |      | 부산광역시 해운대구 중1동 300-6                          | 2001년 9월 15일 폐국                                                   |
| 부산중2동우편취급국      |      | 부산광역시 해운대구 좌동순환로 441                       | 2008년 1월 21일 신설                                                   |
| 제321군사우편출장소      |      | 부산광역시 해운대구 우동3로 94                           | 2021년 7월 1일 폐국                                                    |
| 해운대마린시티우편취급국 |      | 부산광역시 해운대구 마린시티3로 1 선프라자 1층상가 107호 | 2015년 1월 2일 신설                                                    |
| 해운대송정우체국         |      | 부산광역시 해운대구 송정중앙로33번길 9                   |                                                                        |
| 해운대해수욕장우체국     |      | 부산광역시 해운대구 해운대해변로265번길 6                |                                                                        |

## 조직
- 영업과
- 우편물류과
  - 운용실
- 소포영업과
- 지원과
- 경영지도실